# Zhonghekou (köpinghuvudort i Kina, Hunan Sheng, lat 29,32, long 111,99)
Zhonghekou är en köpinghuvudort i Kina. Den ligger i provinsen Hunan, i den södra delen av landet, omkring 160 kilometer nordväst om provinshuvudstaden Changsha. Antalet invånare är 27 511. Befolkningen består av 13 535 kvinnor och 13 976 män. Barn under 15 år utgör 12,0 %, vuxna 15-64 år 75 %, och äldre över 65 år 12,0 %.
Runt Zhonghekou är det tätbefolkat, med 511 invånare per kvadratkilometer. Närmaste större samhälle är Anxiang, 18,0 km nordost om Zhonghekou. Trakten runt Zhonghekou består till största delen av jordbruksmark.
Genomsnittlig årsnederbörd är 1 693 millimeter. Den regnigaste månaden är maj, med i genomsnitt 281 mm nederbörd, och den torraste är december, med 34 mm nederbörd.